# Замбратија
Замбратија је насељено место у саставу града Умага у Истарској жупанији, Хрватска. До територијалне реорганизације у Хрватској налазила се у саставу старе општине Бује.

## Становништво
На попису становништва 2011. године, Замбратија је имала 472 становника.

## Попис1991.
На попису становништва 1991. године, насељено место Замбратија је имало 495 становника, следећег националног састава:
| Попис 1991.‍  | Попис 1991.‍  | Попис 1991.‍ | Попис 1991.‍ | Попис 1991.‍ |
| ------------ | ------------ | ----------- | ----------- | ----------- |
|              |              |             |             |             |
| Хрвати       | Хрвати       |             | 178         | 35,95%      |
| Италијани    | Италијани    |             | 166         | 33,53%      |
| Срби         | Срби         |             | 29          | 5,85%       |
| Југословени  | Југословени  |             | 27          | 5,45%       |
| Словенци     | Словенци     |             | 21          | 4,24%       |
| Црногорци    | Црногорци    |             | 1           | 0,20%       |
| остали       | остали       |             | 3           | 0,60%       |
| неопредељени | неопредељени |             | 6           | 1,21%       |
| регион. опр. | регион. опр. |             | 58          | 11,71%      |
| непознато    | непознато    |             | 6           | 1,21%       |
| укупно: 495  |              |             |             |             |